# Hillsboro, Kansas
Hillsboro är en ort i Marion County i Kansas. Orten har fått sitt namn efter markägaren John Gillespie Hill. Vid 2020 års folkräkning hade Hillsboro 2 732 invånare. Hillsboro är säte för Tabor College.